# Semnan (provincie)
Semnan (Perzisch: استان سمنان, Ostān-e Semnan) is een van de 31 provincies van Iran. De provincie is gelegen in het noorden van het land en de oppervlakte beslaat 97.500 km². De hoofdstad van deze provincie is Semnān.
Alborz · Ardebil · Oost-Azerbeidzjan · West-Azerbeidzjan · Bushehr · Chahar Mahaal en Bakhtiari · Fars · Gilan · Golestan · Hamadan · Hormozgan · Ilam · Isfahan · Kerman · Kermanshah · Noord-Khorasan · Razavi-Khorasan · Zuid-Khorasan · Khoezistan · Kohgiluyeh en Boyer Ahmad · Kordestan · Lorestan · Markazi · Mazandaran · Qazvin · Qom · Semnan · Sistan en Beloetsjistan · Teheran · Yazd · Zanjan